# Марк Аврелий Марий
Марк Аврелий Марий (на латински: Marcus Aurelius Marius) е втори император на Галската империя. Обявен е за наследник на Постум през 269 г., който е убит от войниците си. Основните източници се позовават на факта че бил ковач по професия, който станал войник, но впоследствие добил висок офицерски ранг. Счита се, че е убит с меч, произведен от него самия.
Не е ясно, защо е обявен за император. Войниците подкрепили кандидатурата му след като той разрешава да разграбят Монгуциак. Освен това вероятно и името му е помогнало, доколкото напомня на двама велики римляни от миналото Марк Аврелий и Гай Марий.
Според преданията той управлявал само 2 или 3 дни, макар в действителност управлението му да продължило почти 3 месеца. За това време той успял да примири легионите на Лелиан и войската Постум, а също активно използвал два монетни двора за сечене на монети със своя профил. Скоро е убит, вероятно от лични мотиви.  Известно е, че през август 269 за император е провъзгласен Викторин.
Марк Аврелий Марий е един от т.нар. Тридесет тирани, споменати в История на Августите.